# Ankylosauria
Ankylosauria je poměrně rozsáhlou skupinou býložravých, obvykle silně "opancéřovaných" ptakopánvých dinosaurů, kteří žili v období střední jury až nejpozdnější křídy na všech kontinentech s výjimkou Afriky. Většina z nich byla vybavena jakýmsi pancířem z kostěných štítků (osteodermů), který je chránil před dravými teropodními dinosaury.

## Rozšíření a paleoekologie
Jejich fosilie jsou známé od spodní jury až do samého konce křídy (rozpětí asi 200 až 66 milionů let před současností). Zřejmě nejstarší zástupci se objevují ve spodní juře Číny. Jeden rod byl v roce 2006 popsán také z Antarktidy (Antarctopelta oliveroi) a další objevy tělesných "pancířů" ankylosaurů známe i z jiných antarktických lokalit. Mezi nejstarší prokazatelné zástupce tohoto kladu patří asi 168 milionů let starý marocký rod Spicomellus.
Fosilní nálezy dokládají, že mnozí obrnění dinosauři žili pospolitě, v menších skupinách (tj. gregaricky).
Vzácné objevy fosilních otisků stop ankylosauridů z Colorada a Kanady (ichnorod Tetrapodosaurus) dokládají vysokou variabilitu (různorodost) ve stylu jejich chůze, a to v rámci běžné "chodecké" rychlosti.
Fosilie mnohých ankylosaurů byly objeveny v poloze "na hřbetě", což přimělo vědce, aby se touto otázkou zabývali. Výsledkem je předpoklad, že při uhynutí těchto dinosaurů a následném splavení jejich mršiny na otevřenou vodní plochu mělo vyklenuté tělo těchto dinosaurů tendenci se ve vodě převrátit na hřbet, a tak být později také uloženo v sedimentu u dna.

## Systematika a evoluce
Skupina byla pojmenována roku 1923 americkým paleontologem Henrym F. Osbornem. Patří jako infrařád do podřádu Thyreophora, kam řadíme také populární stegosaury. Skupina Ankylosauria se obvykle dělí na čeledi Nodosauridae a Ankylosauridae, někdy se také samostatně vyčleňuje čeleď Polacanthidae. V roce 2019 byla publikována studie o objevu fragmentu tělního "pancíře" neznámého archaického ankylosaura z období spodní jury v souvrství Kota v Indii. Jedná se o jeden z nejstarších fosilních objevů zástupců této skupiny na světě. Ačkoliv z kontinentů někdejší Gondwany neznáme mnoho jejich pojmenovaných a formálně popsaných zástupců, různé izolované objevy fragmentů kostry, osteodermů nebo otisků stop ukazují, že ankylosauři byli poměrně početně zastoupeni také na území Austrálie, Oceánie a Jižní Ameriky.
Bazálním (vývojově primitivním) zástupcem skupiny byl raně jurský rod Scelidosaurus a jeho nejbližší příbuzní z čeledi Scelidosauridae.

## Druhová rozmanitost
Ankylosauři patří ke středně početným a druhově rozmanitým vývojovým skupinám dinosaurů, celkem je k červenci roku 2020 známo asi 95 druhů těchto ptakopánvých dinosaurů. To z nich činí momentálně pátou nejpočetnější skupinu druhohorních dinosaurů, po teropodech (486), sauropodomorfech (373), ornitopodech (216) a rohatých dinosaurech (ceratopsech, 114). (česky)

## Zástupci
- †Antarctopelta
- †Kunbarrasaurus
- †Sarcolestes
- †Spicomellus
- †Stegouros
- †Tianchisaurus
- †Ankylosauridae
- †Nodosauridae

## Paleobiologie
Nejlépe obrněnými zástupci jsou ankylosauridi, z nichž někteří mají dokonce kostěná oční víčka a na ocase obvykle velkou kostěnou palici, používanou jako obrannou zbraň proti predátorům. I když rány touto tělesnou zbraní nebyly vedeny tak precizně, jako v případě ocasu stegosaurů, pokud se ankylosaurid trefil, její dopad měl zdrcující účinky. Svými "ozbrojenými" ocasy však bojovali ankylosauři také navzájem mezi sebou. Tělo ankylosaurů bylo kryto pevnými kostěnými destičkami, zvanými osteodermy.
Největším dosud známým zástupcem je svrchnokřídový Ankylosaurus magniventris, jehož délka možná dosáhla 8 až 9 metrů a hmotnost kolem 8000 kilogramů. Nejstarší formy ankylosaurů však byly poměrně lehce stavěné a běhaly ještě po dvou končetinách. Zajímavá je stavba mozku těchto dinosaurů, podrobně zkoumaná moderními technologiemi. Výrazně zatočené nosní kanálky v lebce pravděpodobně sloužily jako výkonný výměník tepla, který těmto dinosaurům zajišťoval aktivní a kvalitní termoregulaci.
Tito býložravci se pravděpodobně živili spásáním nízko rostoucí vegetace, především pak kapradin a v menší míře i mechorostů, plavuní, nahosemenných a v malé míře i krytosemenných rostlin. Ukazál ro rozbor fosilního obsahu žaludku nodosaurida rodu Borealopelta, objeveného roku 2011 v Kanadě.